# The First Team (serie de televisión)
The First Team es una serie de televisión británica de género deportivo y comedia creada por Damon Beesley e Iain Morris creadores de la comedia, The Inbetweeners. Se estrenó el 28 de mayo de 2020 en BBC Two. La serie sigue las desventuras tres jóvenes futbolistas Mattie, Jack y Benji fuera del campo de fútbol.
Producida por BBC Studios y la productora Fudge Park Productions, la temporada inaugural comenzó a transmitirse en BBC Two el 28 de mayo de 2020 y consta de seis episodios. La primera temporada recibió críticas decepcionantes por parte de los críticos.

## Reparto

### Principales
- Shaquille Ali-Yebuah como Benji Achebe[1]
- Jack McMullen como Jack Turner[1]
- Jake Short como Mattie Sullivan[1]
- Theo Barklem-Biggs como Petey Brooks[1]
- Chris Geere como Chris Booth[1]
- Paolo Sassanelli como Cesare[1]
- Will Arnett como Mark Crane[1]

### Recurrentes e invitados
- Tamla Kari como Olivia Talbot[1]
- Vadhir Derbez como Carlos Velez[1]
- Phil Wang como Brian[1]
- Neil Fitzmaurice como Darren[1]

## Episodios
| N.º | Título                | Dirigido por                | Escrito por                 | Fecha de emisión original |
| --- | --------------------- | --------------------------- | --------------------------- | ------------------------- |
| 1   | «Selling Shirt»       | Damon Beesley e Iain Morris | Damon Beesley e Iain Morris | 28 de mayo de 2020        |
| 2   | «New Friends»         | Damon Beesley e Iain Morris | Damon Beesley e Iain Morris | 4 de junio de 2020        |
| 3   | «Octopus Situation»   | Damon Beesley e Iain Morris | Damon Beesley e Iain Morris | 11 de junio de 2020       |
| 4   | «International Break» | Damon Beesley e Iain Morris | Damon Beesley e Iain Morris | 18 de junio de 2020       |
| 5   | «Pints of Sorry»      | Damon Beesley e Iain Morris | Damon Beesley e Iain Morris | 25 de junio de 2020       |
| 6   | «Upheaval»            | Damon Beesley e Iain Morris | Damon Beesley e Iain Morris | 2 de julio de 2020        |